# Пісня про дружбу
«Пісня про дружбу» (біл. «Пісня пра дружбу») — радянський чорно-білий художній фільм, поставлений режисерами Сергієм Сплошновим і Йосипом Шапіро на білоруській кіностудії художніх фільмів «Радянська Білорусь» в 1941 році. Фільм був закінчений до початку війни, але не був випущений в прокат, за рішенням цензури через його легковажність.

## Сюжет
Федя Яцевич збирається в будинок відпочинку, його дружина Лара — у відрядження в Зарайськ, на все літо. Їх велика квартира залишається порожньою. В цей же час з Зарайська на олімпіаду художньої самодіяльності в місто посилають подругу Лариси, Олесю, яку Лара вмовила жити в їхній квартирі. Федя зустрічає старого друга Ригора Шемета і теж дозволяє йому пожити в своїй кімнаті, не знаючи про те, що Лара, зробила те ж саме з подругою. Проживаючи під одним дахом, Алеся і Ригор починають відчувати симпатію один до одного. Чим закінчилася ця історія і розповідає фільм.

## У ролях
- Т. Виноградова —  Алеся
- Ніна Петропавловська —  Лара
- Володимир Глухов —  Ригор Шемет
- Іван Кузнецов —  Федя
- Іона Бій-Бродський —  Аркадій Аполлонович
- Василь Меркур'єв —  тенор
- Павло Первушин —  Петька (немає в титрах)
- Олена Волинцева —  учасниця музичного конкурсу (немає в титрах)
- Анатолій Королькевич —  диригент (немає в титрах)
- Георгій Семенов —  гармоніст (немає в титрах)

## Знімальна група
- Режисери — Сергій Сплошнов, Йосип Шапіро
- Сценарій — Ілля Бражнін
- Головний оператор — Костянтин Погодін
- Художник-постановник — С. Добжинський
- Композитор — Самуїл Полонський
- Текст пісень — В. Волженін, С. Сідзелов
- Звукооператор — К. Познишев
- Другий оператор — Г. Вдовенко
- Монтажер — Н. Коновалова
- Асистент режисера — С. Сідзелов, А. Ліфшиц
- Асистенти оператора — В. Гадзєєв
- Консультант — С. Добжинський
- Директор картини — А. Ейдус